# 田玉梅
田玉梅（1965年12月28日—），中国前田径短跑运动员。个人最好成绩为1997年100米赛跑时创下的11.06秒。她三度作为个人获得国内短跑冠军。
她两次代表中国参加夏季奥运会（1988年、1992年）的100米赛事，也参加了1991年世界田径锦标赛。她最大的成绩是在洲级别赛事创下的：她在亚洲田径锦标赛上两次夺得100米赛跑金牌，也是1990年亚洲运动会的100米赛跑冠军。她也在1992年国际田联世界杯的100米赛跑和1990年亚洲运动会的200米赛跑夺得铜牌。
从1987年到1993年，她是中国400米接力赛跑队之一，与该队同享成功。她与该队一同获得1987年、1991年和1993年的亚洲冠军及1990年的亚洲运动会冠军。该队还参加了1992年巴塞罗那奥运会，并夺得当年的国际田联世界杯金牌。

## 生涯
她生于广西，在1987年亚洲田径锦标赛上首次赢得国际金牌。她在100米赛跑中落后于更成型的利迪娅·德贝加和P·T·烏莎列第三，但与中国400米接力赛跑队一同夺得金牌。次年，她赢得全国田径锦标赛的100米冠军，并获得了1988年汉城奥运会的资格，进入了半决赛。1990赛季她赢得了全国锦标赛的100米和200米赛跑，也参加了1990年亚洲运动会的这两个项目。在于北京举办的亚洲运动会上，田玉梅成为100米个人和接力赛冠军，也夺得200米铜牌。次年她继续在洲级别赛事取得成功，夺得1991年亚洲田径锦标赛的100米冠军，并与和裴芳、陈兆静、肖业华组成的队伍夺得400米接力赛冠军，并为锦标赛创下43.41秒的赛事纪录。她被选中参加1991年世界田径锦标赛，但再次止步半决赛。
田玉梅在1992年巴塞罗那奥运会上第二次参加奥运会。她第二次进入100米半决赛，与高寒、陈兆静、肖业华一同参加了接力赛预赛。四人组在于哈瓦那举办的1992年国际田联世界杯重组，以43.63秒创纪录。田玉梅也以落后于本土选手利利亚娜·阿连的11.44秒成绩赢得铜牌。1993年9月的第七届中华人民共和国全国运动会见证了中国短跑的新高度：田玉梅创下11.24秒的100米最好成绩但败于以11.02秒打破亚洲赛事纪录的刘晓梅，列第二。田玉梅还帮助广西队赢得全国运动会接力赛冠军。三个月后，田玉梅在1993年亚洲田径锦标赛上击败刘晓梅，以11.36秒的成绩捍卫了亚洲冠军的地位。她俩一同参加了中国400米接力赛队，为中国队夺得了连续的第四个冠军。
田玉梅在1993年后再未参加国际赛事。她最后一次参加大型赛事是1997年中华人民共和国全国运动会。她创下11.06秒的个人最好成绩，落后于刘晓梅和李雪梅（后者创下如今的亚洲纪录10.79秒）。这届运动会很受到兴奋剂的困扰，很多冠军被剥夺，综合成绩的水平仍然受到国际质疑。田玉梅与广西队一同获得接力赛银牌，这也是她最后的全國比赛奖牌。

## 外部連結
- 田玉梅在国际奥林匹克委员会的资料
- 田玉梅在的頁面